# 探偵 神宮寺三郎 Innocent Black
『探偵 神宮寺三郎 Innocent Black』（たんてい じんぐうじさぶろう イノセント ブラック）は、2002年10月24日にワークジャムから発売されたPlayStation 2用ゲームソフト。「探偵 神宮寺三郎シリーズ」の第8作目にあたる。シリーズ15周年を記念して、特製BOXにゲーム本編と名刺入れ、ZIPPOを含んだコナミスタイル特別版が限定生産された。 

## 本編の特徴
それまで「探偵 神宮寺三郎シリーズ」を製作してきたデータイーストが経営難になったためシリーズの権利売却先を募集、ワークジャムが引き継ぐことになり、製作スタッフも西山英一はじめ多くが移籍した。
本編では前々作の『夢の終わりに』で明かされた神宮寺と洋子の過去が影を落とし、それが結末に大きくかかわっている。また、この事件は本編内で死亡する人間がシリーズの中で突出して多く、残酷な描写も見られるためか、CERO：B（12才以上対象）に指定されている。

## あらすじ
神宮寺はかつて世話になった二宮院長から娘の葉月の捜索を依頼される。これをきっかけに巨大な闇の組織に関係していくこととなり、それは洋子の手にも及ぶ。やがて、神宮寺は非情な決断を迫られることとなる。

## 登場人物
神宮寺 三郎（じんぐうじ さぶろう）
声 - 小杉十郎太
御苑 洋子（みその ようこ）
声 - 折笠富美子
熊野 参造（くまの さんぞう）
今泉 直久（いまいずみ なおひさ）
声 - 岸祐二
風林 豪造（ふうりん ごうぞう）
声 - 中庸助
三好 志保（みよし しほ）
二宮 葉月
声 - 田中潤
彰男の一人娘。事情があり家出中。
二宮 彰男
声 - 楠見尚己
葉月の父親で二宮病院の院長。神宮寺へ葉月の捜索を依頼する。
阿部 進
二宮病院の医師。ゴルフが趣味。
杉原 奈々美
声 - 岩本裕美子
二宮病院の看護士。彰男や葉月に信頼されている。
氷室 透子
声 - 田中敦子
フリージャーナリスト。神宮寺と手を組むため接触してくる。
江波 耕介
明治組の若手構成員。
岩辺 圭一郎
明治組から脱退して岩辺組を立ち上げた。李たちと手を組む。
李 宗一
声 - 子安武人
岩辺組が雇った殺し屋。
王 龍京
声 - 真殿光昭
香港マフィアのボス。足が不自由。
林 麗華
李、王の幼なじみ。
吉井 誠
声 - 樫井笙人
天沼 かすみ（あまぬま かすみ）
声 - 村井かずさ
原 良輔
声 - 鈴木正和

## スタッフ
- 寺田克也 - オリジナルキャラクターデザイン（本作では二宮病院の人物のみ担当）
- 高橋光 - キャラクターデザイン、作画

企画
- 金子みつえ - シナリオ
- 内村友紀 - 企画サポート

グラフィック
- 石川浩一 - システム、タイトルムービー
- 坂本栄美 - 演出、キャラクター
- 花山とおる - 3Dグラフィック
- 宇部誠 - 背景
- 三好志保 - 謎の事件簿

プログラム
- 塩野祐一 - メインプログラム
- 前田亨 - システムプログラム

サウンド
- 馳見 "Ace" 大地 - サウンドディレクター、作曲、編曲
- 中道勝彦 - 作曲、編曲
- shisiza - 作曲、編曲

ミュージシャン
- 馳見 "Ace" 大地 - キーボード、エレクトリックベース、アップライトベース
- 中道勝彦 - キーボード
- shisiza - エレクトリックギター
- 酒井聡行 - アルト・サクソフォーン、テナー・サクソフォーン
- 知野芳彦 - アコースティック・ギター、エレクトリックギター
- 喜也 - ボイス
- 迫泓文（パワーハウススタジオ） - レコーディング・エンジニア

- ツーファイブ - ムービー音響制作
- 堀口比呂志（ツーファイブ） - ディレクター、レコーディングプロデューサー
- 藤原文吾（ツーファイブ） - ディレクター
- 小林敦 (SOUND INN Mixer's Crew) - レコーディング・エンジニア
- ツーファイブスタジオ - レコーディングスタジオ
- 松本仁美（ツーファイブ） - 声優コーディネート、ディレクション、レコーディングディレクター

- 加藤竜一 - エンジニア
- 金子裕一（アバコクリエイティブスタジオ） - アシスタントエンジニア
- アバコクリエイティブスタジオ - 音声収録スタジオ
- スワラ・プロ - 音響効果
- スリーエス - 編集、マスタリング
- 平尾隆昌 - 効果音
- 神長豊 - シナリオ、監修
- 西山英一 - プロデューサー
- 山口孝 - エグゼクティブ・プロデューサー

## 関連商品
小説
- 『探偵神宮寺三郎 Innocent black』 天羽沙夜（著）、電撃文庫

攻略本
- 『探偵神宮寺三郎 Innocent black 公式調査マニュアル』 コナミ
- 『探偵神宮寺三郎 Innocent black 公式ガイド』 ソフトバンククリエイティブ

サウンドトラック
- 『探偵神宮寺三郎　Innocent Black』　コナミエンタティメント